# Unaspis euonymi
Cochenille du fusain
Espèce
Synonymes
- Chionaspis euonymi Comstock, 1881[1]
- Chionaspis evonymi (misspelling)[1]

Unaspis euonymi, la Cochenille du fusain, est une espèce d'insectes hémiptères de la famille des Diaspididae, originaire d'Extrême-orient, et naturalisée en Europe et en Amérique du Nord. Cette cochenille à bouclier parasite principalement le fusain du Japon (Euonymus japonicus) mais peut s'attaquer à d'autres espèces de la famille des Celastraceae ou à d'autres familles de plantes.

## Systématique
L'espèce Unaspis euonymi a été décrite pour la première fois en 1891 par l' entomologiste américain John Henry Comstock (1849-1931) sous le protonyme Chionaspis euonymi.